# Adverb
Adverb (Plural: die Adverbien), auch Umstandswort, in Texten des 18./19. Jahrhunderts auch Nebenwort, bezeichnet in der Grammatik eine Wortart. In der deutschen Sprachwissenschaft werden Adverbien heute meist definiert als Wörter, die (1) unveränderlich (unflektierbar) sind und (2) auch schon als Einzelwörter Satzglieder bilden können. Typische Beispiele sind Wörter wie „oft“, „gerne“ oder „glücklicherweise“ wie in:
- Wir essen oft im Restaurant.
- Ich gebe gerne ein Trinkgeld.
- Glücklicherweise war noch ein Tisch frei.

Sie erweisen sich als unflektierbar vor allem im Kontrast zu attributiven Adjektiven, man erhält also nicht: „die ??gernen / ??often Restaurantbesuche“ (dagegen mit dem Adjektiv „häufig“: „die häufigen Restaurantbesuche“). Sie erweisen sich als Satzglieder durch ihre Umstellbarkeit ins Vorfeld des Aussagesatzes („Wir essen oft im Restaurant“ – „Oft essen wir im Restaurant“). Adverbien bilden aber nicht immer Satzglieder in nur einem Wort, denn sie können auch zu größeren Einheiten (Adverbphrasen) ausgebaut werden (z. B. „sehr oft“).
Die typischste Funktion von Adverbien im Satz ist die Funktion als Adverbiale Bestimmung. Grundsätzlich ist aber zwischen einer Wortart (Adverb) und einer grammatischen Funktion (Adverbial) zu unterscheiden, denn ebenso ist die Wortart Substantiv verschieden von einer Funktion als Subjekt oder Objekt im Satz, und das Verb als Wortart ist verschieden von seiner Funktion als Prädikat des Satzes. Wörter, die als Adverbien bezeichnet werden, kommen auch nicht nur als Adverbiale vor, sondern manchmal auch in anderen Funktionen: als Ergänzung einer Präposition („seit gestern“), als unflektierbares Rechtsattribut („das Haus nebenan“), als Prädikativum („Der ist anders“) oder sogar als Objekt eines Verbs („darauf  warten“).
Viele Grammatiken stellen bei ihrer Erläuterung des Adverbs eine Einteilung in Bedeutungsklassen in den Mittelpunkt: Adverbien des Ortes, der Zeit, der Art und Weise usw. Ausdrücke solcher Bedeutungstypen können jedoch im Prinzip verschiedenen Wortarten angehören. Es muss also unabhängig bestimmt werden, welche derartigen Angaben Adverbien sind und welche nicht – zum Beispiel, ob eine Ortsangabe wie „gegenüber“ als Adverb oder Präposition zählen soll, oder eine Zeitangabe wie „später“ als Adverb oder Adjektiv.
Obwohl trennscharfe grammatische Definitionen im Prinzip existieren, ist traditionell vor allem das Verhältnis von Adverbien und Adjektiven von Unklarheiten geprägt. In diesem Bereich sind teils Redeweisen üblich, die eine systematische Trennung zwischen Wortart und Funktion wieder zum Verschwimmen bringen. Ein solcher Fall betrifft die Verwendungen des Adjektivs im Deutschen. Wörter wie langsam oder spät sind als Adjektive flektierbar: „langsame Fahrt“, „späte Rückkehr“. Folglich sind sie nach der obigen Wortartdefinition grundsätzlich keine Adverbien, sondern grundsätzlich Adjektive, auch in Konstruktionen wie „langsam fahren“, „spät zurückkehren“ (es handelt sich dann um die Wortart Adjektiv in einer Funktion als Adverbial). In der Geschichte der deutschen Grammatikschreibung sind Verwendungen wie in „langsam fahren“ jedoch oft als „Adverbien“ gesehen worden, und diese Redeweise hält sich auch in manchen heutigen Grammatiktexten weiterhin (auch unter dem Namen „Adjektivadverb“).
Eine ähnliche Unklarheit betrifft die von Adjektiven abgeleiteten adverbiellen Formen wie sie im Englischen oder den romanischen Sprachen vorkommen:
- Englisch:  happy → happily („glücklich“ oder „glücklicherweise“)
- Französisch: intelligent → intelligemment („intelligent / intelligenterweise“)

In der Sprachwissenschaft gibt es Diskussionen darüber, ob diese Formen nicht am ehesten als Wortformen von Adjektiven zu analysieren wären (also eher als Flexion statt als Ableitung mit Wechsel der Wortart). Diese vermeintlich typischsten Fälle von Adverbien sind also gerade die, bei denen die Wortart besonders unsicher ist. Sie werden jedoch einhellig als „Adverbien“ bezeichnet, auch in Texten, wo sie der Wortart nach als Adjektive eingestuft werden.

## Entwicklung des Begriffs „Adverb“
Die Bezeichnung „Adverb“ geht zurück auf lateinisch (nomen) adverbium, ist also ursprünglich Neutrum eines Adjektivs adverbius mit der Bedeutung „beim Verb stehend“. Dies wiederum entstand als Übersetzung des griechischen Ausdrucks epirrhema (altgriechisch επίρρημα) in der Grammatik des Dionysios Thrax. Diese ursprüngliche Benennung bedeutet demnach ein „Beiwort zur Satzaussage (dem ῥῆμα rhema)“. Das Adverb war also aufgrund seiner besonderen syntaktischen Funktion von Anfang an klar vom Adjektiv getrennt (wurde aber in der antiken Grammatik oft ebenfalls als Unterart des Nomens i. w. S. eingeordnet). Jedoch werden schon in der Grammatik des Dionysios Thrax für diese Kategorie auch Beispiele gegeben, die über eine Beifügung zum Verb hinausgehen. Adverbien können sich also, anders als die Bezeichnung es nahelegt, nicht nur auf Verben beziehen (mehr dazu im Abschnitt „Nicht-adverbiale Verwendungen“).
Die Wortart Adverb war bereits in der älteren Grammatik des Deutschen Gegenstand grundsätzlicher Meinungsverschiedenheiten. In der Deutschen Sprachlehre von Johann Christoph Adelung (1781) werden einerseits in inhaltlicher Betrachtung adverbielle Verhältniswörter (wie „heute, dort, immer“) von Eigenschaftswörtern („schön, gut“) getrennt, zugleich aber werden für die Wortartdefinition alle derartigen Wörter als „Adverbien“ zusammengefasst, wenn sie syntaktisch von einem Verb abhängen. Das führt auch dazu, dass in dem Satz „Das Pferd ist schwarz“ das Wort schwarz von Adelung als Adverb eingeordnet wird. Es ergibt sich dann eine Gegenüberstellung von attributiven (und flektierten) Adjektiven einerseits und andererseits einer Klasse aus unveränderlichen rein adverbiellen Wörtern und adverbiell gebrauchten Adjektiven und auch prädikativ gebrauchten Adjektiven (wie in „ist schwarz“). Die Einteilung wird also rein morphosyntaktisch begründet (wobei zusätzlich alle Verwendungen in dieser Klasse Adverb unflektiert sind), lexikalische oder Bedeutungsfaktoren sind untergeordnet. Diese Kategorie Adverb sollte zugleich aber nicht einfach eine syntaktische Funktion sein, sondern eine Wortart ergeben, indem nur Einzelwörter darunter genommen werden, keine zusammengesetzten Ausdrücke. Diese Konzeption gleicht bereits späteren Definitionen des Adverbs als „adverbielles Einzelwort“.
Die Einstufung prädikativ gebrauchter Eigenschaftswörter als Adjektive statt Adverbien hat sich im Gefolge der Arbeit von Karl Ferdinand Becker durchgesetzt. Allerdings vertritt dieser (in Deutsche Sprachlehre, 1841) insgesamt ein gänzlich entgegengesetztes Modell, in dem ein Adverb gar nicht als Wortart anerkannt wird. Becker unterscheidet vor allem Verben, Substantive und Adjektive als „Begriffswörter“ und demgegenüber „Formwörter“ wie Pronomen, Präpositionen etc. Er schreibt: „Das Adverb der Weise ist seiner Natur nach ein Begriffswort, und nur als eine besondere Form des Adjektivs anzusehen (...) die Adverbien des Raum- und Zeitverhältnisses hingegen sind ihrer Natur nach Formwörter, und meistens besondere Formen der Pronomen.“ Das Adverb erscheint somit nicht mehr als eigenständige Wortart, nachdem ausschließlich ein inhaltliches (lexikalisch-semantisches) Kriterium angelegt wird. Becker benutzt hier zwar die Bezeichnung „Adverb“, aber nicht in der Bedeutung einer Wortart, die gleichauf mit den Wortarten Adjektiv oder Substantiv steht.
Die heutige Einteilung, die neben prädikativen auch adverbielle Verwendungen von Adjektiven in der Kategorie Adjektiv belässt, statt sie als Adverb auszusondern, geht maßgeblich auf Hans Glinz zurück (Die innere Form des Deutschen, 1952). Glinz verweist darauf, dass die Abspaltung adverbieller Adjektive in eine separate Wortart der Adverbien größtenteils damit begründet wird, dass in Sprachen wie Latein, Englisch oder Französisch die adverbielle Verwendung eigene Endungen erhält; das System des Deutschen müsse aber aus sich selbst heraus analysiert werden. Glinz resümiert (1968): „Die Unterscheidung von unflektiertem Adjektiv und Adverb ist für das heutige Deutsch eine bloße Fiktion, der keinerlei sprachliche Wirklichkeit entspricht.“ Dies sei ebenso, als wolle man das Präteritum des deutschen Verbs in ein „Imperfekt“ und einen „Aorist“ unterteilen, weil das klassische Griechisch diese Vergangenheitstempora unterscheidet.
Einen gegenläufigen Einfluss übte allerdings zunächst die Grammatik von Helbig & Buscha (1970) aus, in der adverbielle Adjektive wiederum als Adverbien („Adjektivadverbien“) bezeichnet wurden, weil ihre Position im Satz als Wortart-Kriterium zugrunde gelegt wurde.
In modernen Darstellungen wird eine Bestimmungsweise des Adverbs verwendet, die sich im Gegensatz zu den älteren Ansätzen weder auf eine Bedeutung stützt noch auf einzelne Konstruktionen. Stattdessen definiert sie die Wortart als ein Potenzial von Eigenschaften, das mit dem Wort als solchem verbunden ist. Adverbien werden charakterisiert als (1) unflektierbare Wortart, deren Vertreter (2) für sich allein ein Satzglied bilden können. Das Kriterium für Satzglied-Status ist hierbei die Fähigkeit, im Vorfeld zu erscheinen, d. h. vor dem finiten Verb im Aussagesatz: {Heute / dorthin / eilends / deswegen }_ kam Hans. Die Abgrenzung erfolgt also zu Wortarten, die potenziell flektierbar sind (vor allem Adjektive) und die nicht dasselbe Potenzial an syntaktischen Stellungseigenschaften haben (vor allem Partikeln, die nicht vorfeldfähig sind). Siehe den Abschnitt #Abgrenzung zu anderen Wortarten.

## Klassifizierung von Adverbien
In diesem Abschnitt wird eine erste Übersicht von Beispielen gegeben, die möglichst unkontroverse Fälle von Adverbien auflisten soll. Die Darstellung der Abgrenzungskriterien und die Frage, welche Wörter nicht zu den Adverbien gehören, folgt anschließend. Die Übersicht orientiert sich vorläufig an der Bestimmung, dass den Kernbestand der Adverbien Einzelwörter bilden, die keine andere Verwendung haben als die adverbielle. Da dies eine negative Bestimmungsweise ist, ergibt sich soweit eine uneinheitliche Restklasse von Wörtern, die lediglich gemeinsam haben, dass sie keiner anderen Kategorie eindeutig zugeordnet werden können.

### Bedeutungsklassen
Die inhaltlichen Bedeutungsklassen von Adverbien sind prinzipiell dieselben, die auch für Adverbiale allgemein angegeben werden können. Es ist aber unklar, wie viele Bedeutungsklassen zu unterscheiden sind und wie sie sich zueinander verhalten und voneinander abgrenzen. Einteilungen, die mit wenigen Typen auskommen (zum Beispiel fünf Klassen in der Dudengrammatik), setzen Klassen an, die in sich nicht einheitlich sind. In der Regel findet sich nur für Lokal- und Temporaladverbien eine einheitliche Definition bzw. ein einheitliches Kriterium. Für Einzelheiten siehe die verlinkten Spezialartikel.
Beispiel einer Systematik mit fünf Klassen:
- Lokaladverbien („Ortsadverbien“)

zur Bezeichnung von Orten oder Richtungen / Pfaden: hier, draußen, rechts, dort …
- Temporaladverbien („Zeitadverbien“)

zur Bezeichnung einer zeitlichen Lage, Ausdehnung oder Beziehung: damals, nachher, gestern ….
- Modaladverbien

bilden eine Gruppe mit einer nicht genau abgegrenzten Anzahl verschiedener Unterklassen und bezeichnen zum Beispiel die Art und Weise eines Vorgangs (nicht die Modalität) („flugs“), Intensität („sehr“), Begleitumstände („insgeheim“), Einstellungen („gerne“) usw.
- Kausaladverbien

bezeichnen im engen Sinn Ursachen eines Sachverhalts („dadurch, deshalb“), hinzugenommen wird aber meist ein „weiterer Sinn“, der in die Konjunktionaladverbien, Text- und Satzadverbiale übergeht (nämlich, sonst, trotzdem, dennoch) (diese Beispiele werden aber manchmal auch den Modaladverbien zugeschlagen).
- Satzadverbien, Kommentaradverbien oder Modalwörter

bezeichnen vor allem Bewertungen des Sprechers über den ausgedrückten Satzinhalt („unglücklicherweise“), Einschätzungen über Wahrheit oder Möglichkeit des Inhalts („vielleicht“) oder andere Sprechereinstellungen („ehrlich gesagt“). Siehe Adverbiale Bestimmung#Untergruppe: Satzadverbiale

### Syntaktische Klassen

#### Funktionsklassen
Man kann Adverbien danach unterscheiden, ob sie Inhaltswörter sind oder nur zum Verweis auf adverbiale Bedeutungen dienen, deren Inhalt sie offenlassen. Adverbien mit verweisender Funktion sind Demonstrativadverbien, Frageadverbien sowie Relativadverbien. Diese Gegenüberstellung wird auch als eine Unterscheidung zwischen „absoluten Adverbien“ (Inhaltswörter) und „Pro-Adverbien“ bezeichnet (siehe auch unter Pronomen #Pro-Nomen und Pro-Adverb).
Ein Demonstrativadverb kann auf einen Umstand verweisen, der in der Sprechsituation zu beobachten ist (Deixis) oder im Text zuvor erwähnt wurde (Anaphorik), zum Beispiel kann auf die Art und Weise eines Geschehens verwiesen werden (demonstratives Modaladverb, erstes Beispiel unten) oder auf einen Ort (zweites Beispiel):
```
So
 möchte ich auch tanzen können!

Dort
 brüten viele Pinguine.
```

Frageadverbien und Relativadverbien fungieren als Ersetzungen für alle Arten von Adverbialen in einem Fragesatz bzw. Relativsatz; sie können also sowohl für Adverbien als auch für adverbiale Präpositionalphrasen oder Adverbialsätze etc. stehen. Sie haben spezialisierte Formen je nach adverbialer Bedeutungsklasse, z. B. wo, wann, wie, warum …. In dieser Gruppe treten auch Pronominaladverbien auf: wozu, womit etc.

### Klassifikation nach Nachbarschaft zu anderen Kategorien
Adverbien bilden eine sehr heterogene Gruppe. Verschiedene Untergruppen der Adverbien sind gekennzeichnet durch Abgrenzungsprobleme, und möglicherweise Übergänge, zu jeweils anderen Kategorien.
- Adjektiv-ähnliche Adverbien: Abgesehen von den Adverbien, die sowieso von Adjektiven abgeleitet sind, finden sich verschiedene andere Wörter, die Adjektiven ähneln, indem sie Eigenschaften bezeichnen und zu adverbial gebrauchten Adjektiven synonym sein können. Beispiele: Französisch vite („schnell“, vgl. das Adjektiv rapide), Englisch well („gut“, vgl. das Adjektiv good); Deutsch oft (vgl. das Adjektiv häufig).
- Substantiv-ähnliche Adverbien: Darunter Fälle, die als erstarrter Adverbialkasus eines Substantivs zu deuten sind oder dazu analog sind. Beispiele: Die Zeitadverbien des Englischen und Deutschen vom Typ yesterday / gestern (mit der substantivtypischen Adjektivableitung „gestrig“), morgens, nachts. Siehe auch die Beispiele im Abschnitt #Adverbformen im Lateinischen.
- Präpositions-artige Adverbien: Beispielsweise: gegenüber, abseits, links. Siehe unten im Abschnitt #Adverb und Präposition.

## Abgrenzung zu anderen Wortarten

### Adverb und Adjektiv

#### Adverbial gebrauchte Adjektive
Adjektive können im Deutschen in verschiedenen Konstruktionen vorkommen. Man unterscheidet drei Grundtypen, wie in den folgenden Beispielen:
```
a) Das 
schnelle
 Auto überholte.
b) Das Auto ist/scheint 
schnell
.
c) Das Auto beschleunigt 
schnell
.
```

In c) macht das Wort „schnell“ eine Aussage über das Ereignis des Beschleunigens, in a) und b) über das Auto selbst; der Ereignisbezug ist aber nicht das, was den Typ c) definiert, denn alle solchen Bedeutungsvarianten erscheinen auch innerhalb der Konstruktion a) („schnelles Auto, schnelle Beschleunigung, schnelle Fahrt“ usw.). Es handelt sich vielmehr um einen Unterschied zwischen drei syntaktischen Konstruktionen, und in allen kann man „schnell“ als dieselbe Wortart Adjektiv einstufen, da auch keine äußeren Anzeichen für einen Wortartwechsel zu sehen sind. Man unterscheidet dann lediglich nach der Funktion
a) attributive Verwendung
b) prädikative Verwendung
c) adverbiale Verwendung
des Adjektivs. (Zur genauen Abgrenzung der drei Konstruktionen siehe Prädikativum #Begriffsabgrenzung).
Ein Unterschied zwischen den Konstruktionen besteht darin, ob Adjektive flektiert (gebeugt) werden: In der attributiven Konstruktion a) zeigen sie Übereinstimmung mit dem Substantiv in den Merkmalen Kasus, Numerus und Genus. Zwischen dem Artikel „das“ und dem Substantiv „Auto“ erscheint das Adjektiv schnell also in der Form „schnelle“. Flektiert werden Adjektive im Deutschen allerdings nur in attributiver Verwendung (genauer gesagt, nur als Linksattribut). Das unflektierte Auftreten ist also keine Besonderheit, die speziell mit dem adverbiellen Gebrauch in c) zusammenhängen würde (siehe die Reihe verschiedener anderer Konstruktionen, die alle als Prädikativum zusammengefasst werden).
Insgesamt ergibt sich die Unterscheidung:
- Adverbial = eine grammatische Funktion (die z. B. auch von Präpositionen oder Konjunktionen markiert werden kann, und wofür nach diesem Modell gleichermaßen Adjektive oder Adverbien dienen können).
- Adverb = eine Wortart (die meistens in der Funktion eines Adverbials vorkommt).

In Abgrenzung zu Adjektiven gehören dann zur Wortart Adverb nur Wörter, die nie flektiert in attributiver Verwendung wie a) oben vorkommen können (der Stern * bezeichnet grammatisch ausgeschlossene Formen):
```
* Der vielleichte Verkauf des Autos.
* Der Verkauf ist vielleicht.
Er verkauft 
vielleicht
 sein Auto.
```

#### Alternativen: Das „Adjektivadverb“
Die soeben dargestellte Auffassung, dass die adverbielle Verwendung eines Adjektivs keinen Übergang in eine eigene Wortart Adverb bedeutet, ist in der Sprachwissenschaft heute deutlich die Mehrheitsmeinung. Die Verwendung der Bezeichnung „Adverb“ für Fälle wie oben in c) („Das Auto beschleunigt schnell.“) wird zum Beispiel im Metzler-Lexikon Sprache rundheraus als „falsch“ bezeichnet. Hieraus lässt sich aber auch ablesen, dass sich diese Verwendung immer wieder findet.
Eine weitere Variante ist, diese adjektivbasierten Adverbiale als sogenanntes Adjektivadverb von den anderen Fällen abzusetzen. Auch diese Begriffsbildung wird in der Sprachwissenschaft heute mehrheitlich abgelehnt, begründet unter anderem damit, dass diese Bezeichnung schon gar nicht in einheitlicher Bedeutung verwendet wird. In Grammatiken, die eine Kategorie „Adjektivadverb“ einführen, kann es der Fall sein, dass diese Bezeichnung genau bedeutungsgleich mit „adverbielles Adjektiv“ verwendet wird. Die eigene Wortprägung ist dann nur dadurch motiviert, dass die Endungslosigkeit deutscher adverbieller Adjektive (im Gegensatz zu den übrigen Schulsprachen) als Auffälligkeit empfunden wird, die eine Benennung verdient. In dieser Deutung ist die Bezeichnung „Adjektivadverb“ jedoch ungenau, weil das enthaltene Grundwort „Adverb“ ansonsten als Bezeichnung einer Wortart verstanden wird.
Eine andere Deutung des Konzepts „Adjektivadverb“ besteht darin, dass es als Untertyp des Adverbs in einem strengen Sinn angesetzt wird, also dass in den adverbiellen Fällen ein Kategoriewechsel zwischen Adjektiv und Adverb ohne äußere Kennzeichnung angenommen wird (sogenannte Konversion; im Beispiel unten dargestellt als das Anhängen einer „Null“-Endung). Solche Deutungen können dadurch motiviert sein, dass die sichtbare Adverbialmorphologie, die in anderen Sprachen an solchen Adjektiven erscheint, ebenfalls als Wortbildung mit Kategoriewechsel aufgefasst wird; dann würden mit der Annahme von Konversion im Deutschen alle diese Fälle einheitlich erfasst:
```
quick
 (Adj.)   → 
quick-ly
 (Adv)

schnell
 (Adj.) → 
schnell
-
∅
 (Adv)
```

Ein unabhängiger Nachweis für einen solchen Kategoriewechsel im Deutschen ist aber nie erbracht worden, und bereits die hierbei vorausgesetzte Analyse des Englischen ist in der Fachliteratur strittig (ebenso wie bei gleich gelagerten Fällen in anderen Sprachen). Diese Diskussion ist weiter unten im Einzelnen dargestellt, siehe besonders die Abschnitte #Adverbformen im Lateinischen und #Adverbformen im Englischen.

#### Steigerungsformen
Bestimmte Untergruppen von Adverbien, die steigerbare Eigenschaften bezeichnen, können auch mit Steigerungsformen (Komparativ und Superlativ) auftreten. Hierin drückt sich eine Nähe dieser Adverbien zur Kategorie Adjektiv aus.
In einigen Sprachen gibt es Steigerungsformen ganz regelmäßig für Formen, die als „Adverbien“ bezeichnet werden, so im Lateinischen und Englischen; dies sind genau die Fälle, wo die Frage gestellt wird, ob die Adverbformen möglicherweise sowieso Wortformen des Adjektivs sind. Im Lateinischen wird eigentlich nicht das Adverb gesteigert, sondern die Steigerungsform des Adjektivs erhält eine adverbielle Endung (siehe unten). Die Verhältnisse im Englischen erscheinen eher wie die Steigerung eines Adverbs: Hier wird ein Komparativ durch den Zusatz von more gebildet und der Superlativ durch most (wie es auch bei mehrsilbigen Adjektiven geschieht). Dies gilt in gleicher Weise für abgeleitete wie für einfache Adverbien:
```
quickly
 – 
more quickly

often
 – 
more often
```

In der deutschen Grammatik wird oft vermerkt, dass es zu einigen Adverbien Steigerungsformen gibt, allerdings oft nur durch Suppletion (Austausch des Stammes):
```
bald
 – 
eher
 – 
am ehesten

wohl
 – 
wohler
 – 
am wohlsten

gern
 – 
lieber
 – 
am liebsten

oft
 – 
öfter
 – 
am häufigsten
 (selten auch: 
am öftesten
)
[
24
]
```

Obwohl die Grundformen „bald, wohl, gern, oft“ nur adverbiell vorkommen, ist jedoch in einigen dieser Fälle die Komparativform nachweislich ein Adjektiv, denn sie kann flektiert als Attribut vorkommen:
```
„
Öftere
 Kontrollen sind ratsam.“
„Die 
ehere
 Verfügbarkeit ist ein Vorteil.“
```

#### Adverbien und prädikative Einzelwörter (Adkopula)
Es gibt im Deutschen einige Wörter, die nur als Prädikativum vorkommen können:
```
Der Rest ist 
egal.
 (*NICHT*: „ein egaler Rest“)
Wir sind 
quitt.

Sie gingen 
quitt
 auseinander. (= „Sie waren quitt, als sie auseinandergingen“: 
sekundäres Prädikativum
)
*NICHT*: „die quitten Partner“
```

Manche Grammatiker stufen solche Wörter als Adverbien ein, weil es eine Restgruppe von unflektierbaren Einzelwörtern ist (obwohl sie keine Verwendungen als Adverbial haben). Andere stufen sie wegen ihrer prädikativen Bedeutung als Adjektive ein, die nur Verwendungsbeschränkungen unterliegen (mit der Folge, dass sie nie flektiert vorkommen), oder es wird vorgeschlagen, eine eigene Wortart für sie zu schaffen, die sogenannte Adkopula, die dann von Adjektiven und Adverbien abzugrenzen wäre.

### Adverb und Präposition
Die Abgrenzung zwischen Adverbien und Präpositionen ist ebenfalls komplex und mit Unsicherheiten behaftet. Eine traditionell häufig eingenommene Position ist, dass es für Präpositionen kennzeichnend sei, eine Ergänzung zu regieren, wogegen Adverbien dies nie könnten. So werden für Wörter wie links oder gegenüber manchmal zwei Varianten angesetzt: links für sich allein sei ein Adverb, eine Konstruktion wie links der Straße zeige hingegen eine Präposition. Im Ergebnis führt dies zu einer Doppelklassifikation von sehr vielen Wörtern. Von anderen Autoren wiederum wird eine solche Abgrenzung nach Rektionseigenschaften teils gar nicht vorausgesetzt, teils auch anders gezogen.
Im Zusammenhang mit dem Grundsatz, dass Adverbien Wörter sind, die keine Ergänzungen regieren, entsteht in vielen Einteilungen auch eine Klasse von Adverbien allein dadurch, dass Präpositionen und ihre pronominalen Ergänzungen zusammen ein einziges Wort bilden: die sogenannten Pronominaladverbien. Beispiele:
```
damit
 (= mit diesem),

darauf
 (= auf das / auf dem),

hiervon
 (= von hier, oder: von diesem).
```

Diese Bildungen werden in der wissenschaftlichen Literatur allerdings öfter der Kategorie der Präpositionen zugeordnet (da das präpositionale Element darin als ihr Kopf angesehen wird). Formen wie darauf können auch als Präpositionalobjekt dienen, also als Ergänzung von Verben, die eine spezielle Präposition an ihrem Objekt fordern, etwa: „auf etwas warten / darauf warten“. Insofern wäre nicht zu erwarten, dass die Präposition auf und die Variante darauf ganz verschiedenen Wortarten angehören.
In der Sprachwissenschaft ist auch manchmal erwogen worden, Präpositionen und gewisse Typen von Adverbien überhaupt zu einer Wortart zusammenzufassen. Hierbei würden Unterschiede in den Rektionseigenschaften nicht zur Trennung von Wortarten benutzt und gewisse Untertypen von Adverbien würden als „intransitive Präpositionen“ eingeordnet werden. Solche Versuche, die nicht allgemein akzeptiert sind, deuten die Möglichkeit eines Programms an, Adverbien in größerem Stil in andere Wortarten einzugliedern.

### Adverb und Substantiv
Eine Abgrenzung zwischen Adverb und Substantiv ist im Deutschen aus praktischen Gründen nötig, um die Rechtschreibregel anzuwenden, dass Substantive großgeschrieben werden. Aus den Rechtschreibregeln geht hervor, dass Ausdrücke, die mit Artikel vorkommen, als Substantive eingestuft werden, artikellose Einzelwörter in gleicher Bedeutung dagegen nicht:
```
des Abends – abends
```

Die Endung -s wird daher im ersten Beispiel als Genitiv-Flexion des Substantivs aufgefasst, im zweiten Beispiel aber als Wortbildungselement, das eine Ableitung vom Substantiv zum Adverb vornimmt. In Bildungen wie dem Adverb „nachts“ kann überdies -s keinen Genitiv bezeichnen (jedoch in der Form „des Nachts“ auch nicht, trotz der Großschreibung als Substantiv).
Somit wird die Abgrenzung der Wortarten in diesem Bereich öfters durch einzelne Rechtschreibkonventionen festgelegt, etwa darin, dass zu schreiben ist „des Öfteren“ statt einer alternativ denkbaren Zusammenrückung „desöfteren“ (die dann ein Adverb sein müsste).

### Adverb und Partikel
Die Bezeichnung Partikel begegnet in einem weiteren und einem engeren Sinn. Im weiteren Sinn werden so manchmal alle nicht flektierbaren Wortarten bezeichnet (v. a. in älterer Literatur, diese Redeweise wurde z. B. in neueren Auflagen der Dudengrammatik aufgegeben).
Im engeren Sinn werden Partikeln definiert als unflektierbare Wörter, die
- keine Satzglieder sind, also nicht allein das Vorfeld des Satzes besetzen können und
- keine verknüpfende Funktion haben.[36]

Aus dem ersten Kriterium ergibt sich, dass dann z. B. Steigerungswörter wie „sehr, ziemlich, ungemein“ in der Germanistik meist nicht als Adverbien eingestuft werden, sondern als Partikeln (auch im engen Sinn); allerdings wird eingeräumt, dass die Unterscheidung nicht völlig trennscharf ist. Die Klassifikation von Wörtern wie „ziemlich“ als Partikeln statt Adverbien würde sich darauf stützen, dass man Kontraste feststellt wie:
```
Widerwärtig
 hat das gestunken.

(?) Ziemlich
 hat das gestunken.
```

Andere Ansätze fassen den Begriff Adverb weiter; so werden Steigerungswörter in der englischsprachigen und linguistisch orientierten Literatur eher als Gradadverbien bezeichnet. Einige von diesen weisen im Englischen die adverbtypische Endung -ly auf (z. B. fairly, utterly).

## Adverbielle Endungen: Wortbildung oder Flexion?

### Übersicht über Bildungsweisen von Adverbien
Die Wörter, die üblicherweise als Adverbien bezeichnet werden, stellen eine sehr uneinheitliche Gruppe dar. Dies zeigt sich auch an Unterschieden im inneren Aufbau solcher Wörter. Hinsichtlich der morphologischen Verfahren können folgenden Typen unterschieden werden:
- Einfache Adverbien (lexikalische Adverbien, lexikalische Simplizia); vgl. die Beispiele „oft“, „gern“ in der Einleitung. Hierzu wären auch Fälle zu zählen, die komplex wirken, aber wo die Art der Zusammensetzung undurchsichtig ist: „vielleicht“, „immerhin“.
- Zusammengezogene Ausdrücke, bei denen das Zusammenwirken mehrerer Wörter noch nachvollziehbar ist:[38] „miteinander“, „dergestalt“, „dahinter“. (Man beachte besonders die Trennbarkeit des letzteren Typs in manchen Varietäten des Deutschen, wie: „Da kann ich nichts für.“)
- Abgeleitete Adverbien mit Endungen, die spezielle adverbiale Bedeutungsklassen herstellen.[39] Beispiele im Deutschen: -weise leitet meist bewertende, kommentierende Satzadverbiale ab: „glücklich-er-weise“; -wärts ist eine Endung zur Bildung von Richtungsadverbialen (seitwärts, ostwärts). Dieser Typ fällt in den Bereich der mehr oder weniger regelhaften Wortbildung. Wegen der Existenz solcher Wortbildungsverfahren werden die Adverbien als offene lexikalische Klasse eingestuft.[40]
- Abgeleitete Adverbformen, die bei Adjektiven die adverbielle Verwendung als solche kennzeichnen. Beispiel: Die englische Form „happi-ly“ entspricht verschiedenen Typen von Adverbialen, die im Deutschen durch die Formen „glücklich“ und „glücklicherweise“ unterschieden werden. Traditionell herrscht die Erwartung, dass auch solche Formen wie z. B. mit engl. -ly Fälle von Wortbildung sein sollten, in der Fachliteratur gibt es aber viel Diskussion darüber, ob es sich hier nicht eher um Flexionsformen der Wortart Adjektiv handelt (siehe unten zum Lateinischen sowie Englischen).

### Abgeleitete Adverbien im Deutschen
Anders als in vielen anderen Sprachen haben im Deutschen Adjektive keine Markierung für die adverbiale Funktion als solche. Adverbien als abgeleitete Wörter entstehen im Deutschen vorwiegend dadurch, dass Adjektive oder Substantive Endungen für spezielle Bedeutungstypen von Adverbialen erhalten, die dann eindeutig der Wortbildung zugerechnet werden (häufig, aber nicht ausschließlich Satzadverbiale). Beispiele:
```
dumm → dummerweise

erwiesen → erwiesenermaßen

Vorsicht → vorsichtshalber
```

Historisch handelt es sich hier um die nicht reguläre Bildungsweise der Zusammenrückung, also Umkategorisierung einer syntaktischen Verbindung zu einem einzigen Wort. Im Inneren dieser Formen sieht man daher mitunter noch alte Flexionselemente bzw. Fugenlaute. Beispielsweise:
- Aus dem Substantiv halbe (= mhd. für „Seite“; auch in: inner-halb) entsteht: vorsicht.s-halber (nhd. auch parallele Umdeutung als Postposition: der Vorsicht halber)
- Aus dem Substantiv weise (= „Weise“ im Nhd.) entsteht dumm-er-weise (ursprünglich adverbieller Genitiv). Rechtschreibregeln haben hier zeitweise auch die Schreibung dummer Weise vorgesehen. Diese Bildung ist im heutigen Deutsch sehr produktiv.

Ein weiteres Beispiel, das ebenfalls eindeutig dem Bereich der Wortbildung angehört, sind Formen auf -s, zu denen es auch Alternativen als Adjektive auf -ig gibt:
```
rückwärt-s / rückwärt-ig

abwärt-s / abwärt-ig

beiderseit-s / beiderseit-ig
```

Bei Adverbien, die keine einfachen Wörter (keine Simplizia) sind, kann zwischen produktiven Verfahren und nicht voll produktiven „Mustern“ unterschieden werden (also beschränkt auftretende Gruppen von einzelnen Wörtern, deren Bildungsweise sich gleicht).
Es gibt im Deutschen auch weitere Spuren von Markierungen, die den lateinischen, romanischen oder englischen Fällen mehr gleichen, aber nicht regelhaft sind. Beispielsweise ist in manchen adverbial gebrauchten Wörtern des Deutschen ein Adjektivstamm zusammen mit einer Endung -e erkennbar:
```
fern – ferne

lang – lange;
 vgl.: „Der Besuch ist lange geblieben“ (
lange
 dient nur als Zeitadverbial).
```

Ebenso findet sich ein wiederkehrendes -lich
```
sicher – sicherlich

bitter – bitterlich;
 vgl.: „Sich bitterlich beklagen“
```

Diese wenigen Fälle verhalten sich im heutigen Deutsch als adverbielle Einzelwörter. Die Adverbformen des Lateinischen, Romanischen oder Englischen, die unten dargestellt werden, sind dagegen produktiv und werden regulär auf alle Adjektive angewandt, die in adverbieller Konstruktion erscheinen (ein Verhalten, das als eher typisch für Flexion statt für Wortbildung angesehen wird).

### Adverbformen im Lateinischen
Die lateinische Grammatik ordnet das Adverb in die weit gefasste Kategorie Nomen, also im Sinne von „deklinierbare Wortarten“ ein. Damit ist offensichtlich nicht gemeint, dass die Adverb genannten Wörter dekliniert werden, sondern dass sie in vielen Fällen selbst Deklinationsformen sind.
Wie im Deutschen gibt es erstarrte Einzelwörter, die aus Zusammenrückungen stammen: hodiē „heute“ (ursprünglich: „(an) diesem Tag“, von diēs „der Tag“ im Ablativ). Eine zweite Gruppe sind erstarrte Kasusformen von einfachen Substantiven oder Adjektiven. Beispiele:
```
grātīs
 „kostenlos“ (ursprünglich Ablativ von 
grātia
 „Dank“)

tantum
 „nur“ (ursprünglich Akkusativ von 
tantus, -a, um
 „so viel“)
[
44
]
```

Zusätzlich zu solchen erstarrten Formen werden als „Adverb“ gleichermaßen auch Wörter bezeichnet, die durch eine regelmäßige Endung aus Adjektiv-Stämmen gebildet werden. Diese adverbiellen Endungen lauten unterschiedlich, jeweils abhängig von der Flexionsklasse des Adjektivs. Dies spricht für die Einstufung, dass diese „Adverbien“ eigentlich Flexionsformen eines Adjektivs sind. Im Gegensatz hierzu steht allerdings eine Grammatiktradition, die stattdessen davon ausgeht, dass es sich um eine Ableitung mit Wechsel vom Adjektiv zu einer („unveränderlichen“) Wortart Adverb handeln sollte. Die Diskussion zwischen diesen beiden Standpunkten wurde schon unter den Grammatikern der Antike geführt.
Formen:
- Adjektive der o/a-Deklination erhalten regelmäßig das Suffix -ē. Beispiele:

```
clar-us, -a, -um
 → Adverbielle Form: 
clar-ē

pulcher, pulchra, pulchrum
 → Adverbielle Form: 
pulchr-ē
```

- Adjektive der dritten Deklination erhalten regelmäßig das Suffix -(i)ter. Beispiele:

```
celer
 (mask.) 
celeris
 (fem.), 
celere
 (neutr.) → 
celer-iter
 (adv.)

fort-is
 (m., f.), 
fort-e
 (neutr.) → 
fort-iter
 (adv.)

vehemens
 (m., f., n.) (Stamm: 
vehement-
) → 
vehemen-ter
 (adv., gekürzt statt *
vehement-ter
)
```

Der Unterschied zwischen „pulcher“ und „celer“ zeigt, dass es nicht der Auslaut eines Adjektivs ist, der über die Adverbform entscheidet, sondern allein die Zugehörigkeit zu einer Deklinationsklasse.
Auch zu den Steigerungsformen des Adjektivs werden adverbielle Formen gebildet:
- Der adverbielle Komparativ ist identisch mit dem Komparativ des Adjektivs im Neutrum Singular (Endung -ius):

fortis, Komparativ: fortior (m.,f.), fortius (Neutrum = adverbielle Form)
- Der Superlativ des Adjektivs wird durch eine Stammerweiterung -issim- gebildet, die der o/a-Deklination angehört; der adverbielle Superlativ wird dann mit der regelmäßigen Endung -ē gebildet.

vehemens, Superlativ vehement-issim-us/-a/-um → vehementissim-ē (adv.)
Es gibt allerdings einige wenige Fälle von Adverbien, die sich morphologisch nicht auf Adjektive zurückführen lassen, aber trotzdem Komparativformen bilden: diu („lange (Zeit)“) – diutius („länger(e Zeit)“).

### Adverbformen in den romanischen Sprachen
Die lateinische Adverbmarkierung wurde in der Geschichte der romanischen Sprachen schon sehr früh durch andere Bildungen ersetzt. Es entwickelten sich dann zwei Typen:
- Zum einen der Gebrauch von neutralen Formen des Adjektivs, also Formen, die wie Adjektive mit einem Genusmerkmal aussehen, aber keine Übereinstimmung (Kongruenz) mit einem Bezugswort zeigen. In manchen romanischen Sprachen bzw. Varietäten begegnen auch endungslose Adjektive.
  - Spanisch trabajan duro „Sie arbeiten hart(mask.).“
  - Katalanisch treballen dur
- Zum anderen Affixe der Form -ment(e). (In der Fachliteratur wird auch für diesen Typ diskutiert, ob es sich um Derivation oder Flexion des Adjektivs handelt.[50])

Für weitere Einzelheiten siehe auch unter Spanische Grammatik#Prädikative und adverbielle Adjektive und Spanische Grammatik#Adverb.
Neutrale Flexionsformen, und zwar dann Formen des Neutrums, zur Markierung adverbieller Adjektive finden sich auch in den nordgermanischen sowie in den slawischen Sprachen.

### Adverbformen im Englischen
Im Englischen können Adjektive produktiv mit einer Endung versehen werden, wenn sie in adverbieller Funktion gebraucht werden, nämlich durch Anhängen des Suffixes -ly. Beispiele: beautiful-ly, stupid-ly, quick-ly. Auch bei diesen traditionell stets „Adverbien“ genannten Bildungen ist der Wortart-Status uneindeutig.
Unter den eindeutigen Fällen von Wortbildungsaffixen im Englischen gibt es auch eine Variante von -ly, die Adjektive ableitet:
```
friend → friend-ly

Freund   freundlich (Substantiv → Adjektiv)
```

```
dead → dead-ly

tot    tödlich (Adjektiv → Adjektiv; nicht produktiv)
```

Diese Variante von -ly verhält sich wie ein reguläres Wortbildungselement, insofern sie weitere Wortbildung unterstützt. Im Unterschied hierzu kann das adverbbildende -ly nicht von anderen Wortbildungsregeln weiterverarbeitet werden, obwohl gleichartige Einschränkungen nicht einmal für einfache Adverbien auftreten (vgl. das Beispiel seldom):
```
friendly → friendliness
 (Adjektiv → Substantiv)

deadly → deadliness
  (Adjektiv → Substantiv)

seldom → seldomness
 („Adverb“ → Substantiv)
```

Jedoch nicht:
```
rarely → * rareliness
 (stattdessen nur: 
rareness,
 auch wenn die Bedeutung die gleiche ist wie 
seldomness
)
```

Eine weitere Eigenart ist, dass das adverbielle Affix im Inneren von Komposita in der Regel wegfällt, auch wenn ein Bezugswort vorhanden ist, das im Satz eine adverbielle Form erfordern würde:
```
to spread widely
 – aber: 
widespread
```

Die Eigenschaft, dass adverbielles -ly im Inneren von komplexen Wortstämmen wegfällt, unterscheidet es von echten Wortbildungsaffixen und wäre stattdessen eher typisch für eine Flexion des Adjektives. Aus solchen und weiteren Beobachtungen wird von verschiedenen Autoren abgeleitet, dass es sich bei den englischen Formen wie rare-ly der Wortart nach weiterhin um Adjektive handeln müsste. Die traditionelle Bezeichnung „Adverb“ wäre dann hier eigentlich als Bezeichnung einer grammatischen Funktion zu verstehen, nicht als eine Wortart im strikten Sinn.

## Nicht-adverbiale Verwendungen von Adverbien
Im Gegensatz zu einer traditionellen Definition des Adverbs als „adverbiales Einzelwort“ und im Gegensatz zum Wortsinn der Bezeichnung „Ad-Verb“ werden unflektierbare Wörter, die als nähere Bestimmung zu einem Substantiv erscheinen, ebenfalls als Adverbien bezeichnet. In dieser Verwendung erscheinen vor allem Orts- und Zeitadverbien. Sie unterscheiden sich von Adjektiven immer noch dadurch, dass sie unflektiert nach dem Substantiv erscheinen:
```
[Das Auto 
dort
] ist meins.
[Die Versammlung 
gestern
] war schwach besucht.
```

Eine Stellung vor dem Substantiv ist dann nur für adjektivische Ableitungen möglich:
```
Die 
gestrige
 Versammlung
```

Solche attributiven Verwendungen von Adverbien finden sich auch im Englischen, auch mit der adverbtypischen Endung -ly:
```
[His transformation into a werewolf 
so rapidly
] was unnerving.
[
54
]

shortages both 
nationally and internationally
 of these metals
[
55
]
```

Ferner ist zu beobachten, dass viele Wörter, die sonst adverbiell gebraucht werden, aber als Adjektivattribute unmöglich sind, auch noch in prädikativer Funktion vorkommen können; auch dies gilt nicht als Hinderungsgrund, hier die Wortart Adverb anzusetzen:
```
Er bemühte sich umsonst.
NICHT: * die umsonsten Bemühungen
Diese Bemühungen waren umsonst.
```

```
Er führt das Geschäft allein.
NICHT: * der alleine Inhaber (nur: 
alleiniger Inhaber
)
Er ist / bleibt allein.
```

## Sprachen mit flektierten Adverbien
Der Definitionsansatz, wonach Adverbien generell als unflektierbare Wortart charakterisiert werden, hat das Problem, dass die Existenz von Flexion etwas ist, worin sich die Sprachen der Welt besonders stark unterscheiden. Bei den klassischen „unflektierbaren Wortarten“ Präposition und Konjunktion gibt es in manchen Sprachen Fälle, wo sie sehr wohl mit Flexion vorkommen (siehe z. B. unter Person (Grammatik)#Person als Flexionsmerkmal). Ebenso sind auch bei Adverbien Flexionsformen beschrieben worden, allerdings selten. Die Zuschreibung der Wortart Adverb stützt sich dann darauf, dass es Wörter sind, die aus formalen Gründen keiner anderen Wortart zugeteilt werden können.
Flektierte Adverbien sind unter anderem in mehreren Sprachen der Kaukasusregion beschrieben worden. Das folgende Beispiel aus dem Artschinischen zeigt Kongruenz des Adverbs mit dem Subjekt des Satzes. Nicht nur das Hilfsverb (AUX) als finiter Teil des Prädikats stimmt hier im Merkmal Femininum Singular mit dem Subjekt des Satzes überein, sondern zusätzlich auch das Adverbial „früh“:
```
   buwa        dez dītaru      x
o
alli barʃi  erdi

Mutter(FEM.SG) mir früh-FEM.SG Brot   backen AUX-FEM.SG
„Die Mutter hat mir früh das Brot gebacken.“
```

## Trivia
Der französische Schriftsteller Léon Bloy schreibt in einer Rezension des Werkes Là-bas seines Kollegen Joris-Karl Huysmans:

„Das Adverb ist der Grammatik zufolge ein unveränderliches Wort, das das Verb, das Adjektiv oder ein anderes Adverb durch eine Vorstellung vom Ort, von der Zeit, von den Umständen, etc. verändert. Dieser gefährliche Untergebene ist der Schäferhund der Satzherde. Wenn er befiehlt, dann um zu verschlingen. Der saturnischen Literatur zufolge ist dasselbe Adverb eine Vokabel der Abenddämmerung, die sich anschickt, die Affirmation unfruchtbar zu machen, durch Plombieren die Konturen des Wortes zu verwischen und in einem Nebel die monströsen Paarungen der Antinomie zu begünstigen. Es ist der Wohltäter des Nichts.“